# Santiago de Riba-Ul
Santiago de Riba-Ul ist ein Ort und eine ehemalige Gemeinde (Freguesia) im portugiesischen Kreis Oliveira de Azeméis. Die Gemeinde hatte 3952 Einwohner (Stand 30. Juni 2011).
Am 29. September 2013 wurden die Gemeinden Santiago de Riba-Ul, Ul, Macinhata da Seixa, Madail und Oliveira de Azeméis zur neuen Gemeinde União das Freguesias de Oliveira de Azeméis, Santiago de Riba-Ul, Ul, Macinhata da Seixa e Madail zusammengeschlossen.